# Xã Union, Quận Randolph, Arkansas
Xã Union (tiếng Anh: Union Township) là một xã thuộc quận Randolph, tiểu bang Arkansas, Hoa Kỳ. Năm 2010, dân số của xã này là 111 người.